# Volvo B18-Motor

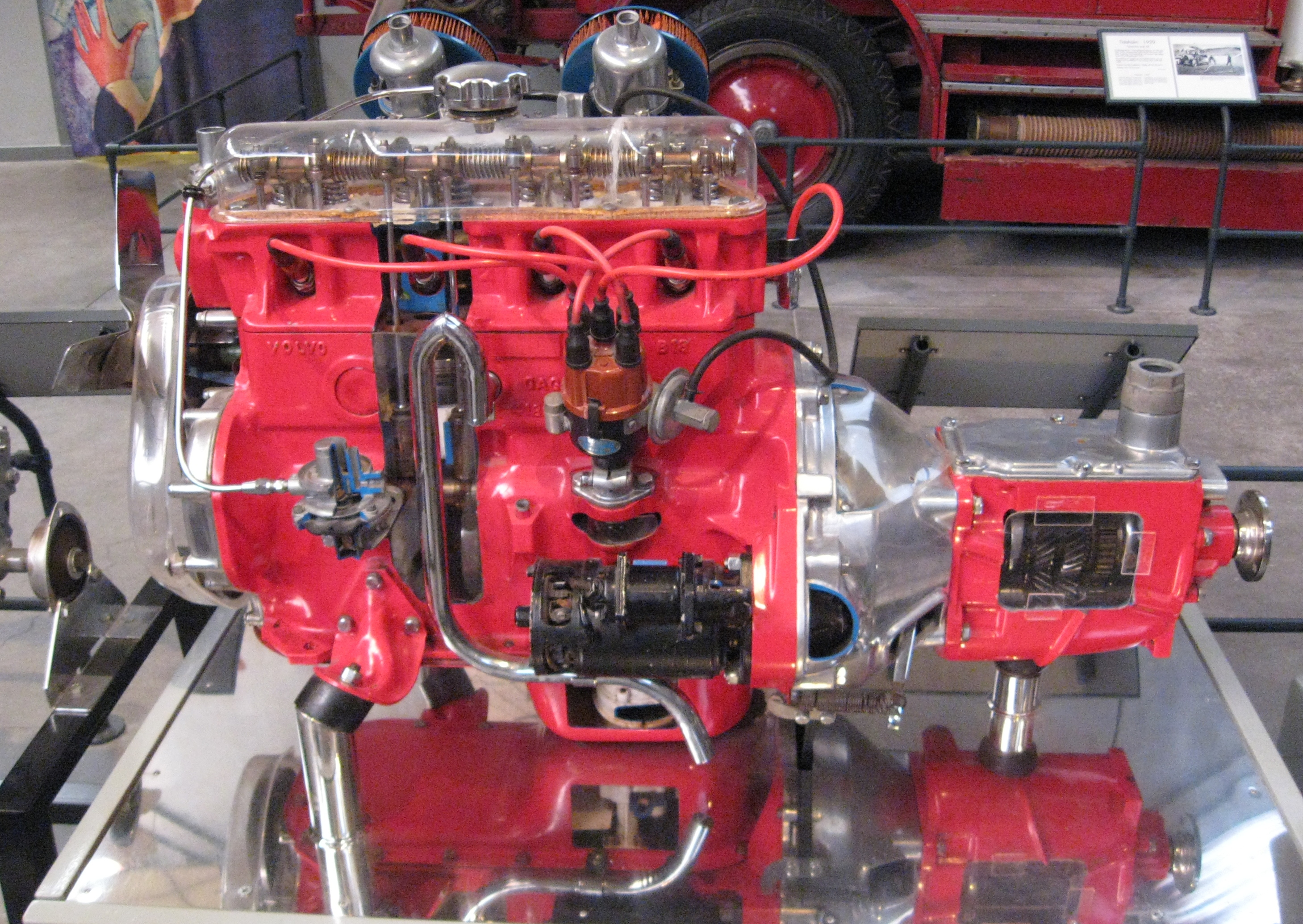
Volvo B18

Der B18 ist ein 1,8-Liter-Reihenvierzylinder-Automotor, der von 1961 bis 1968 von Volvo hergestellt wurde. Ein größeres 2,0-Liter-Derivat, der B20, kam 1969 auf den Markt.
Obwohl es sich um einen OHV-Motor handelt, können die Motoren bis zu 6500/min drehen. Außerdem gelten sie als sehr langlebig. Das Auto mit der weltweit höchsten Laufleistung, ein Volvo P1800S aus dem Jahr 1966, legte mit seinem ursprünglichen B18-Motor mehr als 4.890.993 km zurück.

## B18
Der B18-Motor hat ein Kurbelgehäuse aus Gusseisen mit einer einzelnen Nockenwelle, die über Stoßstangen und Kipphebel zwei hängende Ventile (OHV) pro Zylinder betätigt. Die Kurbelwelle ist in fünf Hauptlagern gelagert, wodurch sich der B18 von seinem Vorgänger, dem B16 mit drei Lagern, deutlich unterscheidet.
Mit einer Bohrung von 84,14 mm und einem Hub von 80 mm hat der B18 einen Hubraum von 1778 cm³. Der Motor wurde in den Volvo-Serien PV544, P210 Duett, 120 (Amazon), P1800 und 140 eingesetzt. Er war auch in den Militärfahrzeugen L3314 und Bandvagn 202 zu finden. Der B18 wurde als Wasserfahrzeugantrieb genutzt. Er wurde auch im Facel Vega Facel III und im Marcos 1800 GT verwendet.
Von diesem Motor gibt es vier Varianten:
- B18A: Version mit einem Vergaser.
- B18B: Version mit Doppelvergasern und höherem Verdichtungsverhältnis, ausgestattet mit SU- oder Zenith/Stromberg-Vergasern
- B18C: Einfachvergaser-Version mit niedrigerem Verdichtungsverhältnis und mechanischem Drehzahlregler, eingebaut in die benzinbetriebenen Versionen der Volvo-Zugmaschine BM 320. Diese Version wurde auch für den Aufzug im PS-15-Radarsystem verwendet.
- B18D Version mit zwei Vergasern und niedrigerem Verdichtungsverhältnis.

### DOHC
Im Jahr 1971 entwickelte der schwedische Ingenieur Gunnar Axelsson einen DOHC-Zylinderkopf für die B18-Motorenfamilie. Dieser Zylinderkopf wurde mehrere Jahre lang in Wettbewerbs-Volvos verwendet. Am 1. Januar 2014 gab die Firma Grainger & Worrall bekannt, dass sie sich mit Axelsson zusammengetan hat, um den DOHC-Kopf für den B18-Motor zu reproduzieren. Die Leistung des Basismotors sollte 193 PS (142 kW) betragen, während eine leistungsstärkere Version mit 228 PS (168 kW) ebenfalls erhältlich sein würde.

### B36
1952 stellte Volvo das Konzeptfahrzeug Volvo Philip vor, das von einem 3,6-Liter-V8-Motor angetrieben wurde, der später als B36 bezeichnet wurde. Der V8-Motor hatte genau die gleichen Bohrungs- und Hubmaße wie der Vierzylindermotor B18, was einige zu der Annahme veranlasste, der B18 sei die Hälfte des V8. Zu den wesentlichen Unterschieden zwischen den beiden Motoren gehört die Tatsache, dass der V8-Motor Querstromzylinderköpfe hat, während der Vierzylinder einen Gegenstromzylinderkopf hat. Dies deutet darauf hin, dass es sich bei den Motoren größtenteils um separate Konstruktionen handelt.

## B20
Bei gleichem Hub wie der B18, aber auf 88,9 mm vergrößerter Bohrung hat der B20 einen Hubraum von 1986 cm³. Die Zylinder sind auf 105 / 108 mm geteilt, wobei der Abstand zwischen den Zylindern 2 und 3 größer ist als der zwischen den Zylindern 1 und 2 oder 3 und 4. Die Konstruktion ist praktisch identisch mit der des früheren B18, so dass die meisten Teile funktionell austauschbar sind, wenn auch mit laufenden Änderungen bei der Herstellung und Konstruktion von Komponenten. Der B20-Motor wurde in den Baureihen Volvo 120, 1800, 140, C202 und 240 sowie in der Haubitze Bofors Haubits FH77 verwendet. Eine modifizierte Version wurde 1969 im Volvo GTZ-Konzeptauto verwendet, einem Einzelstück.: Der B20 wurde von 1969 bis 1981 produziert.
Von diesem Motor gibt es fünf Varianten
- B20A: Version mit einem Vergaser. Erstmals 1969 hergestellt.
- B20B: Version mit zwei Vergasern und höherem Verdichtungsverhältnis. Erstmals 1969 hergestellt.
- B20D: Version mit Doppelvergasern und niedrigerem Verdichtungsverhältnis. Erstmals 1971 hergestellt.
- B20E: Version mit Saugrohreinspritzung und hohem Verdichtungsverhältnis. Erstmals 1970 hergestellt.
- B20F: Version mit Saugrohreinspritzung und niedrigem Verdichtungsverhältnis. Erstmals 1972 hergestellt.[7]

Die Versionen B20E und B20F hatten größere Ventile, Einlass- und Auslassöffnungen und für 1974–1975 wurde von der elektronisch geregelten D-Jetronic auf die mechanische K-Jetronic-Saugrohreinspritzung umgestellt.
1974 wurde die Anzahl der Schrauben, die das Schwungrad halten, von 6 auf 8 erhöht, und die Größe der Pleuelstangen wurde vergrößert. Gleichzeitig wurde von Zoll-Maßen auf metrische Einheiten umgestellt, sodass u. a. die Kurbelwelle, die Nockenwelle und die Lagerschalen geändert wurden
Der B20A wurde für den Einsatz im C202 von 1977 bis 1981 wiederbelebt.